# Лонниг
Лонниг (нем. Lonnig) — община в Германии, в земле Рейнланд-Пфальц. 
Входит в состав района Майен-Кобленц. Подчиняется управлению Майфельд.  Население составляет 1206 человек (на 31 декабря 2010 года). Занимает площадь 5,50 км².